# CYBERブルー
『CYBERブルー』（サイバーブルー）は、原作：bob、脚本：三井隆一、作画：原哲夫による日本のSF漫画。

## 概要
『週刊少年ジャンプ』誌上で約半年間連載された。単行本は全4巻。
2006年にはコンビニコミック版が全2巻、2011年にはゼノンコミックDX版が全3巻で発売された。
2013年1月には三洋物産からパチンコ『CR CYBERブルー』が発売されている。ストーリー仕立てとなっており、原作の後日談が書き下ろされている。

### 本作のリメイク
2010年11月25日に『月刊コミックゼノン』（徳間書店）2号から、吉原基貴によりリメイク作『サイバーブルー 失われた子供たち』として連載され、続編に当たる『クロスバトラーズ』も連載されている。また森本尚司により、携帯コミックの『週刊モバイルバンチ』にて『サイバーブルー改 ロスト・ナンバー・チルドレン』と言うタイトルでリメイクされた。なお、これらのリメイク作はストーリーやキャラクター設定が若干元の原作とは異なる。

## あらすじ
2305年、人類は様々な植民惑星に住む。その中で最も遠い植民惑星がティノス。地球の半分ほどの空気に寒冷な気候、そして砂漠の大地。風により砂塵が巻きあげられ空は赤く、環境が大変苛酷なため、人類は生命維持装置という機械なしでは生きていけない。開拓者がこの星に降り立って300有余年、この星は基本的に棄てられた人々の星となっていた。無論、地球行きのスペースシップのチケットは相当な富裕者かエリートのみ手に入れることができる。そのために、チケットを巡っての犯罪が絶えなかった。
ティノスの少年・ブルーは、ふとした事から旧式の作業用ロボット・ファッツと出会う。だがブルーは腐敗しきったこの星の警察に騙され命を落とすが、ファッツは自らの電子頭脳をブルーに移植して最強の新人類・サイバービーイングとして復活させる。同時にブルーはティノスの腐敗の原因である存在と彼らの地球征服計画を知り、ティノスと地球を救うためにブルーは戦いに挑む。

## 登場人物

### 主人公
ブルー
銃の早撃ちが得意な少年。17歳。悪徳保安官に騙されて一度は非業の死を遂げるが、ジャンクシティでファッツに自らの電子頭脳を移植され、戦いのうちに進化を遂げる新人類・サイバービーイングとして生まれ変わった。自称300と17歳（ブルーの年齢の17歳とファッツの300年の合計年齢）。以前はお人好しであどけない性格だったが、ファッツと合体してからは背の高い筋肉質な体になり、無表情になった。また、ファッツの口調が伝染したかのように、頻繁に「ファック!」と口にするようになる。
ファッツ（ZZ-7011）
300年前にこの星に送り込まれた5人の少年たちと一緒にやってきた工作ロボット。ジャンクシティで自分で自分を改造し、生存するプログラムに従い300年生きてきた。ふとしたことからブルーと出会い、この時代では珍しいほどお人好しな彼を気に入る。保安官に騙され死にかけた彼を救うために、自らを分解してブルーの体内へ組み込み、彼をサイバービーイングとして生まれ変わらせた。Fワードを連発する下品な口調で、ブルーと合体した後も、時折ホログラムで姿を現しては好き勝手な事を言う。「ファッツ」という名は、そのズングリした体型からブルーが名づけたものであるが、奇しくもそれは300年前に彼につけられていたあだ名と同じであった。

### ブルーの協力者
アレン
ブルーの故郷の仲間。故郷をならず者から必死に守る。片足が義足。当初は粗悪な義足を装着していたが、のちブルーによって高級品の義足をプレゼントされブルーの旅に同行するようになる。
スタン
最初にティノスに送り込まれた五人の少年たちの生き残りだった老人で、彼らが乗ってきた宇宙船「ノエル」の船内で眠り続けていた。少年たちの中で唯一の穏健派であったために命を狙われ、冷凍睡眠に入る以前に瀕死の重症を負っていた。他の四人の子孫である「元老」の企みを阻止するべくブルーに全てを託し息絶える。
ローニィ
アレンと同じくブルーの故郷の仲間。虚数の力「シャドーフォース」を操る力を持つ。その力に目をつけた元老ガザによってバイオビーイング製造の道具に使われ「切り刻まれ」る。最終的に不死生命体と合体させられ肉塊同然にまで変わり果てるが、生命体の意志を乗っ取っており、不老不死になろうと目論んだガザが自分の体に取り込んだ際彼を老化させ殺害した。そして寿命がきていたガルゴから体を返還され、彼の姿のまま、その魂と入れ替わる形で復活を遂げた。
クレア
地球連邦政府の特別麻薬捜査官を務める美女。24歳という若輩ながら、たった一人で他の星の麻薬組織を壊滅させ、五階級特進を果たしたエリート。天才的なハッカー技術を有する。次の任務としてティノスに赴任してきたが、暴漢に襲われそうになったところをブルーに助けられる。当初はブルーを得体の知れない男として警戒していたが、次第に彼に惹かれ、協力するようになる。
ジョーK（キング）
声 - 谷山紀章（パチスロ版）
戦争の星ジーク星の特殊部隊の生き残りで、現在は賞金稼ぎ。本名はレッドイーグル。特殊部隊最強のバトルマシーン。薬物により強化改造されている。ギルモアに雇われてブルーを狙うが、敗れて諭されて以降は彼に協力的になる。彼の前で笑うことは死を意味する（ニヤリとするのは別扱いのようである）。実はジークの将軍の息子であり、戦友たちの遺児を養うために賞金稼ぎをやっていた。後にガルゴと戦い、彼の情によって『死して初めて笑みするジーク星の戦士』として最期を遂げる。

### 元老
300年前、開発競争の捨て石として最初にティノスに送り込まれた五人の子供たちのうち、最年少のスタンを除く四人の子孫。地球への復讐の念を受け継ぎ、秘密裏に地球征服計画を進行させていた。ティノス社会において元老が誰なのかは知られておらず、「フェイル・セイフ・カフ」と言う装置で洗脳した住民を操っている。チケットを手にして地球に向かったティノスの住民はみな洗脳を受けており、無意識のうちに工作員として破壊工作を行っている。
ロザリエ
四元老のうち最初に登場した。ティノス大聖堂でブルーを襲撃した刺客の中に紛れていた。ブルーを罠にはめて毒殺しようとするが、ガラス片で真っ二つに断たれ殺された。
ガザ
四元老のうち二番目に登場。ブレイと未登場の元老を殺害し、全権を掌握する。ローニィの力を利用して不老不死の最強の肉体を手に入れ、全宇宙を支配しようとしていた。
全裸の美女を椅子代わりに使う、弟を殺して恋人を強奪するなど、非常に女癖の悪い卑劣漢。
本作の最終的な敵となる人物であり、外見は『Purple Rain』から『Lovesexy』の頃のプリンスのように描かれているが、単行本最終巻発刊までの間に原哲夫が尊敬していた俳優松田優作が急死したことを受け、単行本表紙のガザの顔は彼のように描かれている。ストーリー中でもガザの瀕死の叫びに、松田の『太陽にほえろ!』に於ける死亡間近の名台詞を使っている。
ブレイ
四元老のうち三番目に登場（殺されるシーンのみ）。元老としての役割に疲れ、幼少時の親友のガルゴの手で殺される事を望んで形ばかり戦った後、望みどおり殺される。
原作終了後の展開を描いたパチンコのオリジナルストーリーでは、原作未登場だったもう一人の元老、ジェイダに遺体を回収され、恐竜の遺伝子と融合したダイナビーイングの長として復活を遂げている。

#### ロザリエの部下
ワイザー
ティノスの治安を担うSPC（スペースポリスカンパニー）の保安官。一見にこやかな中年紳士だが、その正体は権力を握るためなら仲間や上司でも平気で殺し、犯罪者とも癒着する悪徳警官。
ブルーの銃の腕を見込んで、地球を目指していた善良なティノス市民を「賞金首だ」と偽ってブルーに撃たせ、口封じのために配下のチンピラたちと共にブルーを蜂の巣にして死に至らしめた。
上記の事件を踏み台にしてティノス警察署長にまで上り詰めるが、彼によって追い落とされた元警官とブルーによって討伐された。
ディック
ワイザーとつるんでいた詐欺師。禿げ頭の小男で、ブルーから全財産をだまし取ってファッツを売りつけた張本人。仲間のチンピラたちと共にブルーを襲撃して殺害した。
生き返ったブルーにより脳をハッキングされてワイザーの居場所を知られ、脳天を撃ち抜かれて殺害された。
フィリッツ
ディックの雇った狙撃手。1㎞先のヘリコプターからブルーを狙撃しようとしたが返り討ちに遭って殺された。
ギルモア大佐
中央情報軍大佐。ロザリエの命を受け、トップシークレットであるノエルの盟約を護っている。
キングが負けたことで、自分だけ助かるために部下たちを皆殺しにして逃げようとしたが、基地の自爆装置を押そうとした瞬間に腕をブルーに切り落とされる。命乞いする振りをして襟に仕込んだ銃でブルーを始末しようとするが、一瞬で見抜かれて頭を断ち割られ絶命した。
司教
カルト宗教団体「ネオ・プルーク」の総本山（表向きは別の所に総本山がある）・エストラント大聖堂の主。恰幅のいい男性。一見優しそうだが、非常に短気であり、十字架で部下を殴り殺すことすらある。
ロザリエ討伐のために葬式のふりをして潜入したブルーに捕まえられるが、ロボットに殴られ即死する。
ピーター牧師
司教の側近。孤児たちに優しく施しを与える眼鏡の男性。司教からの命を受けてブルーを狙うが返り討ちに遭って殺される。ブルーは牧師の正体を知らなかった子供たちから非難されるが、「ヤツは優しい牧師のまま死んだ方がいい」と釈明はしなかった。
ロボット
エストラント大聖堂のキリスト像内部に隠されていた戦闘用アンドロイド。握力3.5t、走行速度時速150㎞、背筋力26tの恐るべきモンスターマシンで、ブルー曰く「コイツに勝てる確率は5%だ」とのこと。事実ブルーを易々と圧倒するが、階段の上から突き落とされ、頭を鉄球の串刺しにされてようやく沈黙した。

#### バイオビーイング
人間に他の生物の能力を組み込んだ新人類。地球政府が極秘裏に研究していたものを、元老ガザがデータを盗み出して完成させた。強力な戦闘力を持つが、未完成の技術であるため、バイオビーイングは寿命が極端に短い。
キメラ・スパイダー
最初に登場したバイオビーイング。試作品ながら強力な戦闘力を持ち、ブルーを追い詰めた。当初は人間の姿をしていたが、ダメージを受けるにつれてクモ（コモリグモ上科）の特性が強く表れた阿修羅の如き姿に変貌していった。体が非常に軟らかく、打撃や銃撃に強い。肺がポンプの役割しか果たしていないなど体内構造もクモに近い。
キメラマーメイド
元老ガザが愛玩用に作った人魚型のバイオビーイング。複数体が存在する。宝石を欲しがるなど人間に近い感性、感情を残している。
無名のバイオビーイング
バイオ戦闘員部隊を率いていた男。顔に迷彩ペイントが施されている。キングを圧倒するが、憤激したブルーにあっさり殴り殺された。
キメラドーベル・バルタ
優れた嗅覚を持つドーベルマンと人間の合成体。顔の上半分にドーベルマンのような模様がある。ガルゴと同じくシャドーフォースを操る能力を持ち、彼に次いで強力なバイオビーイングである。その優れた嗅覚ゆえに人間の体臭、呼気の臭気が我慢ならず、近づいた人間は全てシャドーフォース攻撃で骨にしてしまう（一応、近くに来る時は息を止めろと警告はしている）。寿命の短さから焦りを抱いていたらしいことが死後に明かされた。
キメラスフィンクス・ガルゴ
ライオンと人間の合成体。ライオンの戦闘力と電磁場を操るシャドーフォースを併せ持つ最強のバイオビーイング。実は元老ブレイとは古い友人で、ガルゴの手にかかって死にたいというブレイの願いを聞き入れ、彼をその手にかける。その後、ブルーとの死闘の末に自らの死を悟り、不死生命体と化したローニィに「お前は生きるのだ」と自分の体を返し、ローニィを復活させた。その際、ブルーを友だとローニィに言い遺して魂は消滅した。

## 用語
ティノス
未来の地球の移民星。
酸素補給装置
空気の薄いティノスで必須となっている装置。無くてもすぐ死ぬというようなものではないが、体に非常に重い負担がかかると思われる。この装置を盗まれたブルーが、新しいものを買おうとするところから物語が始まる。
サイバービーイング
死亡したブルーの遺体に、ファッツが自らのパーツを組み込んだ結果、誕生した新人類。
通常の人間にない進化の可能性を秘めており、手術直後にもそれまで少年の体躯だったブルーの肉体が、突然変異により筋骨隆々な成人男性の姿に変貌を遂げている。
また機械の目や腕による照準補助や分析機能を持ち、直接対象の人物の頭に触れる事で記憶のスキャンも可能。
戦いを繰り返す中で進化を遂げ、終盤は手に持つ道具をオーラにより変形させる能力「サイバネージョン」を発現させた。
サラマンダー
オートマルチラウンドマグナムマシンガン。毎秒50発の速射能力とアタッチメントにより二連の銃身を二分割することにより、柔軟かつ広い射撃範囲を持つ強力な銃。
シャドーフォース
虚数のエネルギー。本作における「気」「超能力」は物理的エネルギーと同じ実数のエネルギーとされており、それらとは根本的に異なる。シャドーフォースが照射された者は一瞬で原子レベルまで分解されてしまう。
光子棒（フォトン・スティック）
ジョーKが持っていた特殊装備。ジーク星の激しい磁気嵐の中で身を守るためのもの。シャドーフォースを防ぐのにも利用できるが、エネルギー消費が激しい。ブルーはこれを変形させ、剣として使った。

## エピソード一覧
第1巻「新人類創造!!」（1989年8月10日発売）
- 第1話「新人類創造!!」
- 第2話「死ぬのはきさまだ!!」
- 第3話「その弾丸に怒りを」
- 第4話「最後の警官」
- 第5話「故郷での再会」
- 第6話「忘れえぬ場所」
- 第7話「死の笑みを与える!!」

第2巻「最悪最高の作戦!」（1989年10月9日発売）
- 第8話「うなれサラマンダー!」
- 第9話「300年の遺言!!」
- 第10話「最終戦士のめざめ!!」
- 第11話「死闘への旅立ち!!」
- 第12話「野蛮の星ティノズ!!」
- 第13話「哀しみの銃弾!」
- 第14話「あぶないパートナー!」
- 第15話「最悪最高の作戦!」

第3巻「最強者ガルゴ!」（1989年12月5日発売）
- 第16話「死のタイムリミット!」
- 第17話「元老の愛した女」
- 第18話「メドゥーサの涙!」
- 第19話「驚愕のバイオ戦士!!」
- 第20話「蜘蛛に堕ちる地獄なし!」
- 第21話「最強者ガルゴ!」
- 第22話「哀しき再会」
- 第23話「悲痛なる再会!!」

第4巻「遠き日の誓いのように」（1990年3月9日発売）
- 第24話「意志力のめざめ」
- 第25話「果敢なる選択!」
- 第26話「愚者は夢を捨てる!」
- 第27話「死すべき時をあやまたず!」
- 第28話「わがための涙にあらず!!」
- 第29話「死にゆく者の願い!」
- 第30話「進化無限!!」
- 最終回「遠き日の誓いのように」